# 에이핑크의 음반 외 활동 목록

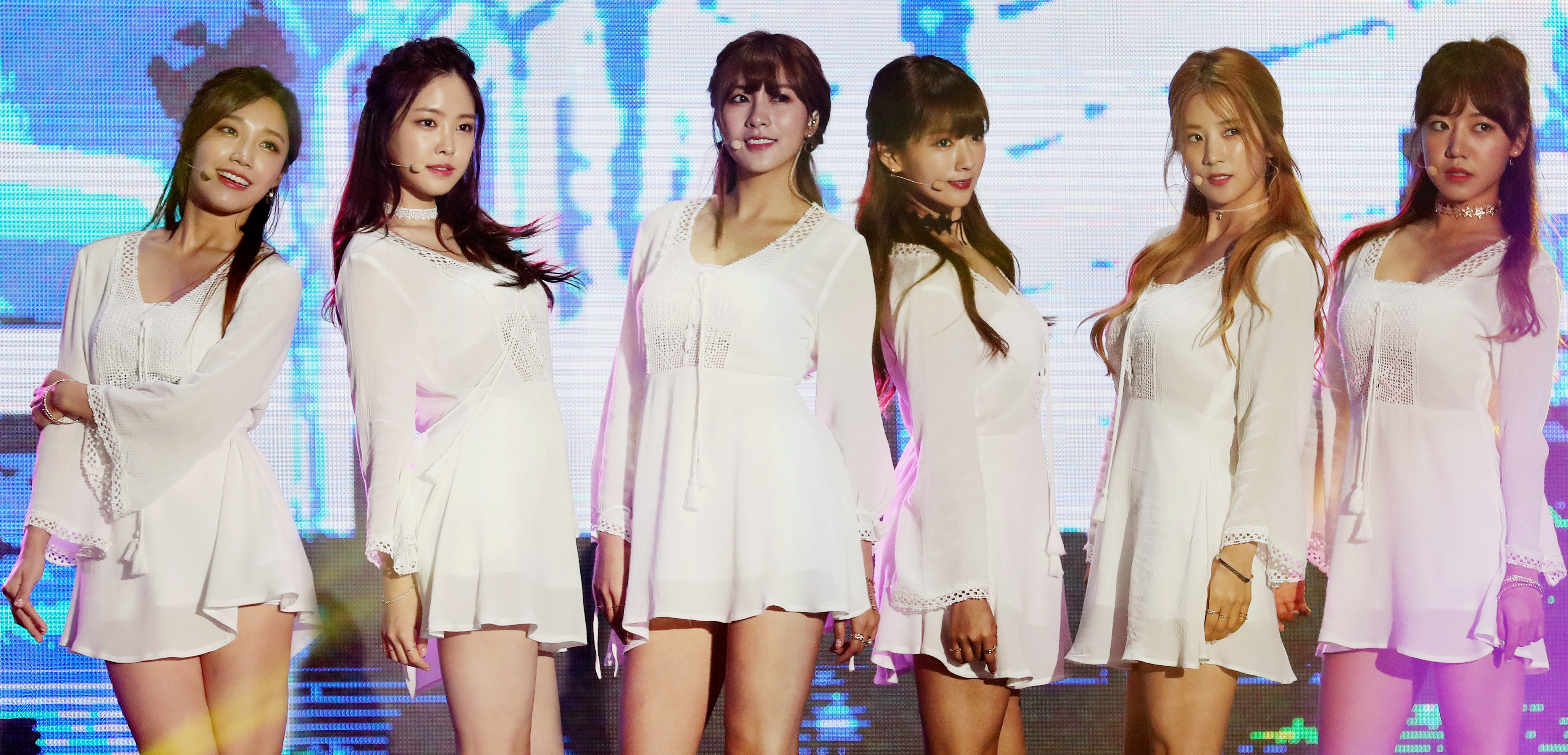
에이핑크

다음은 대한민국의 걸 그룹 에이핑크의 음반 외 활동 목록이다.

## 방송
| 방송사                 | 분류    | 제목                                          | 출연                                      | 기간                    |
| ---------------------- | ------- | --------------------------------------------- | ----------------------------------------- | ----------------------- |
| TrendE                 | 예능    | 《에이핑크 뉴스》                             | 에이핑크                                  | 2011.3.11 ~ 2011.6.10   |
| MBC                    | 시트콤  | 《몽땅 내 사랑》                              | 박초롱                                    | 2011.5.17 ~ 2011.9.16   |
| KBS2                   | 예능    | 《자유선언 토요일-가족의 탄생》               | 에이핑크                                  | 2011.11.12 ~ 2012.2.25  |
| TrendE                 | 예능    | 《에이핑크 뉴스 시즌2》                       | 에이핑크                                  | 2011.11.25 ~ 2012.2.10  |
| MBC                    | 예능    | 《2012 아이돌스타 알까기 선수권 대회》        | 윤보미, 정은지, 김남주, 오하영            | 2012.1.22               |
| KBS2                   | 퀴즈    | 《설특집 1대 100 스타퀴즈왕》                 | 에이핑크                                  | 2012.1.24               |
| MBC                    | 예능    | 《일밤 - 남심여심》                           | 정은지                                    | 2012.3.18 ~ 2012.6.10   |
| TrendE                 | 예능    | 《에이핑크 뉴스 시즌3》                       | 에이핑크                                  | 2012.6.22 ~ 2012.9.14   |
| tvN                    | 드라마  | 《응답하라 1997》                             | 정은지                                    | 2012.7.24 ~ 2012.9.18   |
| QTV                    | 예능    | 《포미닛의 트래블 메이커》                    | 박초롱, 윤보미, 홍유경, 김남주, 오하영    | 2012.8.22 ~ 2012.8.30   |
| SBS TV                 | 드라마  | 《대풍수》                                    | 손나은                                    | 2012.10.10 ~ 2012.10.31 |
| JTBC                   | 드라마  | 《무자식 상팔자》                             | 손나은                                    | 2012.10.27 ~ 2013.3.17  |
| SBS TV                 | 드라마  | 《그 겨울, 바람이 분다》                      | 정은지                                    | 2013.2.13 ~ 2013.4.3    |
| MBC                    | 예능    | 《우리 결혼했어요 시즌4》                     | 손나은                                    | 2013.4.27 ~2014.1.4     |
| MBC                    | 예능    | 《우리 결혼했어요 시즌4》                     | 윤보미                                    | 2016.10.1 ~2017.3.4     |
| 엠넷                   | 연예    | 《와이드 연예뉴스》                           | 에이핑크                                  | 2013.7.11               |
| KNTV                   | 음악    | 《We are Friends Concert 2013》               | 에이핑크                                  | 2013.9.6                |
| tvN                    | 드라마  | 《응답하라 1994》                             | 정은지                                    | 2013.10.18 ~ 2013.12.28 |
| MBC                    | 교양    | 《2013 코이카의 꿈》                          | 박초롱                                    | 2013.11.10 ~ 2013.11.17 |
| JTBC                   | 예능    | 《신화방송》                                  | 정은지                                    | 2013.12.22 ~ 2014.1.19  |
| MBC                    | 예능    | 《사남일녀》                                  | 정은지                                    | 2014.1.31 ~ 2014.2.28   |
| SBS TV                 | 예능    | 《도전 1000곡》                               | 윤보미, 정은지, 김남주 (손나은, 오하영)   | 2011.6.5                |
| SBS TV                 | 예능    | 《도전 1000곡》                               | 정은지, 홍유경, 김남주                    | 2012.8.26               |
| SBS TV                 | 예능    | 《도전 1000곡》                               | 윤보미, 정은지, 김남주                    | 2013.8.18               |
| SBS TV                 | 예능    | 《도전 1000곡》                               | 윤보미, 정은지, 김남주, 오하영            | 2014.3.2                |
| KBS2                   | 예능    | 《해피선데이 - 1박 2일 시즌2》                | 에이핑크 (특별출연)                       | 2013.10.6               |
| KBS2                   | 퀴즈    | 《1 대 100》                                  | 박초롱, 윤보미                            | 2012.6.5                |
| KBS2                   | 퀴즈    | 《1 대 100》                                  | 정은지                                    | 2013.8.6                |
| KBS2                   | 퀴즈    | 《1 대 100》                                  | 손나은                                    | 2014.4.15               |
| KBS2                   | 퀴즈    | 《1 대 100》                                  | 정은지                                    | 2015.8.18               |
| 엠넷                   | 토크 쇼 | 《비틀즈코드 시즌 3D》                        | 박초롱, 손나은, 김남주, 오하영, (정은지)  | 2014.4.15               |
| KBS1                   | 교양    | 《사랑의 리퀘스트》                           | 에이핑크                                  | 2014.5.17               |
| KBS2                   | 드라마  | 《트로트의 연인》                             | 정은지                                    | 2014.6.23 ~ 2014.8.12   |
| BS11                   | 연예    | 《한러브》                                    | 에이핑크                                  | 2014.7.28 ~ 2014.8.4    |
| MBC every1             | 예능    | 《에이핑크의 쇼타임》                         | 에이핑크                                  | 2014.8.7 ~ 2014.9.25    |
| KBS2                   | 예능    | 《인간의 조건》                               | 윤보미                                    | 2014.8.9 ~ 2014.8.23    |
| tvN                    | 드라마  | 《아홉수 소년》                               | 박초롱                                    | 2014.8.29 ~ 2014.10.12  |
| TOKYO MX               | 음악    | 《weekend Hips》                              | 에이핑크                                  | 2014.10.25              |
| KBS2                   | 예능    | 《해피선데이 - 1박 2일 시즌3》                | 에이핑크 (특별출연)                       | 2014.12.7               |
| KBS2                   | 예능    | 《해피선데이 - 1박 2일 시즌3》                | 에이핑크 (특별출연)                       | 2015.8.9                |
| KBS2                   | 예능    | 《해피선데이 - 1박 2일 시즌3》                | 에이핑크 (특별출연)                       | 2015.8.23               |
| SBS TV                 | 예능    | 《일요일이 좋다 - 런닝맨》                    | 정은지, 손나은                            | 2013.09.8               |
| SBS TV                 | 예능    | 《일요일이 좋다 - 런닝맨》                    | 박초롱, 윤보미, 정은지                    | 2013.12.22              |
| SBS TV                 | 예능    | 《일요일이 좋다 - 런닝맨》                    | 에이핑크 (특별출연)                       | 2014.05.25              |
| SBS TV                 | 예능    | 《일요일이 좋다 - 런닝맨》                    | 윤보미, 손나은                            | 2014.07.06              |
| SBS TV                 | 예능    | 《일요일이 좋다 - 런닝맨》                    | 정은지                                    | 2014.10.26              |
| SBS TV                 | 예능    | 《일요일이 좋다 - 런닝맨》                    | 윤보미                                    | 2015.07.12              |
| SBS TV                 | 예능    | 《일요일이 좋다 - 런닝맨》                    | 손나은, 오하영                            | 2017.06.25~2017.07.02   |
| SBS TV                 | 예능    | 《일요일이 좋다 - 런닝맨》                    | 손나은                                    | 2017.07.23~2017.07.30   |
| SBS TV                 | 예능    | 《일요일이 좋다 - 런닝맨》                    | 에이핑크                                  | 2019.01.06              |
| SBS TV                 | 예능    | 《일요일이 좋다 - 런닝맨》                    | 에이핑크                                  | 2019.07.07~2019.07.14   |
| SBS TV                 | 예능    | 《일요일이 좋다 - 런닝맨》                    | 박초롱                                    | 2020.01.19              |
| KBS2                   | 음악    | 《유희열의 스케치북》                         | 정은지                                    | 2012.11.3               |
| KBS2                   | 음악    | 《유희열의 스케치북》                         | 에이핑크                                  | 2013.12.28              |
| KBS2                   | 음악    | 《유희열의 스케치북》                         | 에이핑크                                  | 2014.6.7                |
| KBS2                   | 음악    | 《유희열의 스케치북》                         | 에이핑크                                  | 2014.11.29              |
| KBS2                   | 음악    | 《유희열의 스케치북》                         | 에이핑크                                  | 2015.7.17               |
| KBS2                   | 음악    | 《유희열의 스케치북》                         | 에이핑크                                  | 2016.9.30               |
| KBS2                   | 음악    | 《유희열의 스케치북》                         | 에이핑크                                  | 2017.7.9                |
| SBS TV                 | 예능    | 《오! 마이 베이비》                           | 정은지, 윤보미, 김남주, 오하영 (특별출연) | 2014.12.13~2014.12.20   |
| 아리랑 TV              | 예능    | 《애프터 스쿨 클럽》                          | 에이핑크                                  | 2014.4.8                |
| 아리랑 TV              | 예능    | 《애프터 스쿨 클럽》                          | 에이핑크                                  | 2014.12.16              |
| SBS TV                 | 예능    | 《놀라운 대회 스타킹》                        | 윤보미, 김남주                            | 2014.12.20 ~ 2014.12.27 |
| MBC                    | 예능    | 《진짜 사나이 - 여군특집2》                   | 윤보미                                    | 2015.1.18 ~ 2015.3.8    |
| JTBC                   | 예능    | 《나홀로 연애중》                             | 정은지                                    | 2015.1.31 ~ 2015. 2.7   |
| MBC                    | 스포츠  | 《아이돌스타 육상 농구 풋살 양궁 선수권대회》 | 에이핑크                                  | 2015.2.20               |
| MBC                    | 예능    | 《띠동갑내기 과외하기》                       | 김남주                                    | 2015.3.19 ~ 2015.3.26   |
| MBC every1             | 예능    | 《주간 아이돌》                               | 에이핑크                                  | 2012.1.7                |
| MBC every1             | 예능    | 《주간 아이돌》                               | 에이핑크                                  | 2012.5.23               |
| MBC every1             | 예능    | 《주간 아이돌》                               | 에이핑크                                  | 2013.7.17               |
| MBC every1             | 예능    | 《주간 아이돌》                               | 에이핑크                                  | 2014.4.9                |
| MBC every1             | 예능    | 《주간 아이돌》                               | 에이핑크                                  | 2014.12.3               |
| MBC every1             | 예능    | 《주간 아이돌》                               | 에이핑크                                  | 2015.4.1 ~ 2015.4.8     |
| MBC every1             | 예능    | 《주간 아이돌》                               | 에이핑크                                  | 2015.7.22               |
| MBC every1             | 예능    | 《주간 아이돌》                               | 에이핑크                                  | 2016.10.5               |
| MBC every1             | 예능    | 《주간 아이돌》                               | 에이핑크                                  | 2017.6.28               |
| MBC every1             | 예능    | 《주간 아이돌》                               | 윤보미                                    | 2013.7.17 ~ 2015.7.8    |
| MBC every1             | 예능    | 《주간 아이돌》                               | 오하영                                    | 2015.9.2 ~ 2016.3.23    |
| MBC                    | 음악    | 《쇼! 음악중심》                              | 윤보미 (MC)                               | 2014.11.29              |
| MBC                    | 음악    | 《쇼! 음악중심》                              | 윤보미 (MC)                               | 2015.4.25               |
| 뮤직온! TV             | 음악    | 《한ON!파이팅!!》(韓ON!ファイティン!)         | 에이핑크                                  | 2015.5.8                |
| NTV                    | 음악    | 《버즈리듬》(バズリズム)                      | 에이핑크                                  | 2015.5.23               |
| SBS Plus               | 예능    | 《날씬한 도시락》                             | 박초롱, 윤보미, 김남주, 오하영            | 2015.5.23 ~ 2015.6.6    |
| NHK GTV                | 음악    | 《뮤직 재팬》                                 | 에이핑크                                  | 2015.6.1                |
| NHK ETV                | 교육    | 《TV에서 한글 강좌》(テレビでハングル講座)    | 에이핑크                                  | 2014.11.3               |
| NHK ETV                | 교육    | 《TV에서 한글 강좌》(テレビでハングル講座)    | 에이핑크                                  | 2015.6.10               |
| MBC                    | 예능    | 《미스터리 음악쇼: 복면가왕》                 | 정은지                                    | 2015.6.14 ~ 2015.6.21   |
| SBS TV                 | 연예    | 《한밤의 TV연예》                             | 정은지                                    | 2015.7.8                |
| JTBC                   | 예능    | 《학교 다녀오겠습니다》                       | 정은지                                    | 2015.7.21 ~ 2015.8.11   |
| MBC                    | 예능    | 《마이 리틀 텔레비전》                        | 김남주                                    | 2015.8.1 ~ 2015.8.8     |
| 뮤직온! TV             | 음악    | 《한ON! Countdown10》(韓ON! Countdown 10)     | 에이핑크                                  | 2015.8.20               |
| tvN                    | 드라마  | 《두번째 스무살》                             | 손나은                                    | 2015.8.28 ~ 2015.10.17  |
| MBC                    | 음악    | 《듀엣가요제 8+》                             | 김남주                                    | 2015.9.25               |
| MBC                    | 예능    | 《위대한 유산》                               | 윤보미                                    | 2015.9.28               |
| KBS2                   | 드라마  | 《발칙하게 고고》                             | 정은지                                    | 2015.10.5 ~ 2015.11.10  |
| 네이버 TV              | 드라마  |                                               | 김남주                                    | 2015.10.19 ~ 2015.10.30 |
| 네이버 TV              | 드라마  | 《연애탐정 셜록K》                            | 윤보미                                    | 2015.11.11 ~ 2015.11.20 |
| KBS2                   | 예능    | 《우리동네 예체능》                           | 윤보미                                    | 2016.02.23 ~ 2016.03.01 |
| 네이버 TV              | 드라마  | 《수사관 앨리스 시즌2》                       | 김남주                                    | 2016.8.22 ~ 2016.9.2    |
| 네이버 TV              | 예능    | 《익스트림 어드벤처》                         | 에이핑크                                  | 2016.9.23 ~ 2016.10.13  |
| MBC 뮤직, MBC 에브리원 | 예능    | 《스타쇼360》                                 | 에이핑크                                  | 2016.10.31              |
| JTBC                   | 예능    | 《아는 형님》                                 | 에이핑크                                  | 2017.6.24               |
| JTBC                   | 예능    | 《아는 형님》                                 | 에이핑크                                  | 2018.6.30               |
| JTBC                   | 예능    | 《아이돌룸》                                  | 에이핑크                                  | 2018.7.7                |
| TV CHOSUN              | 예능    | 《식객 허영만의 백반기행》                    | 박초롱, 정은지                            | 2022.2.4                |
| KBS2                   | 예능    | 《옥탑방의 문제아들》                         | 에이핑크                                  | 2022.2.15               |
| JTBC                   | 예능    | 《아는 형님》                                 | 에이핑크                                  | 2024.4.27               |

### 라디오
| 방송사     | 제목                               | 출연                                             | 기간                  |
| ---------- | ---------------------------------- | ------------------------------------------------ | --------------------- |
| SBS 파워FM | 《김희철의 영스트리트》            | 정은지, 윤보미, 손나은, 홍유경, 김남주, 오하영   | 2011.5.3              |
| MBC FM4U   | 《노홍철의 친한친구》              | 에이핑크                                         | 2011.5.22             |
| MBC FM4U   | 《노홍철의 친한친구》              | 윤보미, 정은지                                   | 2011.7.8              |
| MBC 표준FM | 《신동, 박규리의 심심타파》        |                                                  |                       |
| MBC 표준FM | 《신동, 박규리의 심심타파》        | 에이핑크                                         | 2011.5.25             |
| MBC 표준FM | 《신동, 박규리의 심심타파》        | 정은지, 김남주, 오하영                           | 2011.6.1              |
| MBC 표준FM | 《신동의 심심타파》                |                                                  |                       |
| MBC 표준FM | 《신동의 심심타파》                | 에이핑크                                         | 2011.12.9             |
| MBC 표준FM | 《신동의 심심타파》                | 에이핑크                                         | 2012.1.1              |
| MBC 표준FM | 《신동의 심심타파》                | 박초롱, 윤보미, 정은지, 홍유경, 김남주, 오하영   | 2012.5.16             |
| MBC 표준FM | 《신동의 심심타파》                | 박초롱, 윤보미, 홍유경, 김남주, 오하영 (일일 DJ) | 2012.7.29             |
| MBC 표준FM | 《신동의 심심타파》                | 에이핑크                                         | 2013.7.17             |
| MBC 표준FM | 《신동의 심심타파》                | 에이핑크                                         | 2014.4.16             |
| MBC 표준FM | 《신동의 심심타파》                | 김남주                                           | 2014.5.28             |
| MBC 표준FM | 《윤하의 별이 빛나는 밤에》        | 에이핑크                                         |                       |
| MBC 표준FM | 《윤하의 별이 빛나는 밤에》        | 에이핑크                                         | 2011.5.12             |
| MBC 표준FM | 《윤하의 별이 빛나는 밤에》        | 에이핑크                                         | 2011.7.17             |
| MBC 표준FM | 《윤하의 별이 빛나는 밤에》        | 에이핑크                                         | 2012.6.4              |
| MBC 표준FM | 《윤하의 별이 빛나는 밤에》        | 에이핑크                                         | 2013.7.15             |
| MBC FM4U   | 《정오의 희망곡 스윗소로우입니다》 | 에이핑크                                         | 2012.1.4              |
| MBC FM4U   | 《주영훈의 두시의 데이트》         | 에이핑크                                         | 2012.5.29             |
| MBC FM4U   | 《간미연의 친한친구》              | 에이핑크                                         | 2012.5.31             |
| SBS 파워FM | 《정선희의 오늘 같은 밤》          | 에이핑크                                         |                       |
| SBS 파워FM | 《정선희의 오늘 같은 밤》          | 에이핑크                                         | 2011.9.6              |
| SBS 파워FM | 《정선희의 오늘 같은 밤》          | 에이핑크                                         | 2012.5.21             |
| SBS 파워FM | 《최화정의 파워 타임》             | 에이핑크                                         | 2013.7.16             |
| MBC FM4U   | 《정준영, 로이킴의 친한친구》      | 에이핑크                                         | 2013.7.24             |
| KBS 쿨FM   | 《홍진경의 2시》                   | 정은지, 손나은 (일일 DJ)                         | 2013.8.2              |
| MBC FM4U   | 《FM 음악도시 성시경입니다》       | 에이핑크                                         | 2013.8.3              |
| SBS 파워FM | 《붐의 영스트리트》                | 에이핑크                                         | 2013.7.21             |
| SBS 파워FM | 《붐의 영스트리트》                | 김남주                                           | 2013.8.18 ~ 2013.9.22 |
| KBS 쿨FM   | 《이소라의 가요 광장》             | 에이핑크                                         | 2014.4.11             |
| KBS 쿨FM   | 《슈퍼주니어의 키스 더 라디오》    | 에이핑크                                         | 2011.5.6              |
| KBS 쿨FM   | 《슈퍼주니어의 키스 더 라디오》    | 윤보미, 정은지, 홍유경, 손나은, 김남주, 오하영   | 2011.7.12             |
| KBS 쿨FM   | 《슈퍼주니어의 키스 더 라디오》    | 에이핑크                                         | 2011.11.25            |
| KBS 쿨FM   | 《슈퍼주니어의 키스 더 라디오》    | 박초롱, 윤보미, 홍유경, 손나은, 김남주, 오하영   | 2012.5.15             |
| KBS 쿨FM   | 《슈퍼주니어의 키스 더 라디오》    | 에이핑크                                         | 2013.7.27             |
| KBS 쿨FM   | 《슈퍼주니어의 키스 더 라디오》    | 박초롱, 윤보미, 손나은, 김남주, 오하영           | 2014.4.10             |
| KBS 쿨FM   | 《슈퍼주니어의 키스 더 라디오》    | 에이핑크                                         | 2014.12.6             |
| KBS 쿨FM   | 《슈퍼주니어의 키스 더 라디오》    | 에이핑크                                         | 2015.7.22             |
| KBS 쿨FM   | 《조정치 장동민의 2시》            | 에이핑크                                         | 2014.12.23            |
| FM OKAYAMA | 《TWILIGHT PAVEMENT》              | 에이핑크                                         | 2015.6.1              |
| SBS 파워FM | 《두시탈출 컬투쇼》                | 에이핑크                                         | 2014.12.18            |
| SBS 파워FM | 《두시탈출 컬투쇼》                | 에이핑크                                         | 2015.7.25             |
| SBS 파워FM | 《빅스 엔 케이팝》                 | 에이핑크                                         | 2015.7.30             |
| SBS 파워FM | 《빅스 엔 케이팝》                 | 박초롱, 윤보미                                   | 2015.8.8              |
| SBS 파워FM | 《케이윌의 대단한 라디오》         | 에이핑크                                         | 2015.7.31             |
| MBC FM4U   | 《정오의 희망곡 김신영입니다》     | 에이핑크                                         | 2013.7.15             |
| MBC FM4U   | 《정오의 희망곡 김신영입니다》     | 박초롱, 윤보미, 정은지, 김남주                   | 2015.8.4              |

### 영화
- 《가문의 영광5 - 가문의 귀환》(손나은)
- 《세이빙 산타》(정은지)[15]
- ❰0.0mhz❱(정은지)
- ❰여곡성❱(손나은)
- ❰로드패밀리❱(박초롱) - 2020년 개봉예정

### 뮤지컬
- 리걸리 블론드 (정은지)
- 풀 하우스 (정은지)

### 홍보대사
- 국제전기통신연합 ITU 전권회의 홍보대사 (정은지) (With. 서인국)
- 2013 서울캐릭터라이선싱페어 홍보대사
- 병무청 제11대 병무홍보대사
- 동국대학교 건학 108주년 기념 홍보대사 (손나은)
- 2016 제20대 국회의원선거 온라인 홍보대사 (선관위 선정)
- 2017 부천애니메이션페스티발 (BIAF) 홍보대사 - 박초롱
- 2018 KOAFEC(아프리카개발은행 연차총회) 홍보대사 (에이핑크)
- 2019 BCWW(국제방송영상마켓-문체부주관) 홍보대사 정은지

### 광고
- 2011년 롯데칠성음료 - 실론티 (With. 김윤아 of 자우림)
- 2011년 LG유플러스 - 와글
- 2011년 컨버스
- 2011년 코티니
- 2011년 BBQ (박초롱, 홍유경) (With. 신세경)
- 2011년 스쿨룩스 (With. 비스트)
- 2012년 스쿨룩스 (With. 비스트)
- 2012년 넥슨 - 엘소드
- 2012년 넥슨 - 서든어택 (박초롱, 정은지, 손나은, 김남주)
- 2013년 스쿨룩스 (With. B.A.P)
- 2013년 코카콜라 - 환타 (박초롱, 윤보미, 정은지) (With. 니엘 of 틴탑, 이광수)
- 2013년 헤지스 악세서리 (정은지, 손나은)
- 2013년 페리페라 (손나은)
- 2013년 넥슨 - 서든어택 (박초롱, 정은지, 손나은, 김남주)
- 2013년 터치인솔 (박초롱, 윤보미, 정은지, 김남주, 오하영)
- 2013년 동양생명 - 정은지
- 2014년 스쿨룩스 (With. 임시완 of 제국의 아이들)
- 2014년 페리페라 (손나은)
- 2014년 넥슨 - 서든어택 (캐릭터모델)
- 2014년 G9 (With. 김보성, 이국주)
- 2014년 넥슨 - 영웅의 군단
- 2014년 엠리밋 (정은지, 손나은) (With. 임시완 of 제국의 아이들)
- 2015년 스쿨룩스 (With. 임시완 of 제국의 아이들, 블락비)
- 2015년 엠리밋 (정은지) (With. 임시완 of 제국의 아이들)
- 2015년 페리페라 (손나은)
- 2015년 넥슨 - 서든어택 (캐릭터모델)
- 2015년 팬콧 - S/S시즌 모델
- 2015년 아모레퍼시픽 - 이니스프리 윤보미 (가을시즌 색조화장품 모델)
- 2015년 하이트진로 - 디아망
- 2016년 듀오백 - (박초롱, 손나은) 2016년 듀오백 광고모델
- 2016년 TOMMY HILFIGER - (박초롱, 손나은) 2016년 타미힐피거데님 뮤즈
- 2016년 록시땅 - 시어 컴포팅 크림 손나은
- 2016년 갓오브하이스쿨 - 모바일게임
- 2016년 하이트진로 - 디아망 (에이핑크)
- 2017년 칼로바이 전속모델- 손나은
- 2017년 '마이펫오지' 시네마광고 - 정은지
- 2017년 수원시 홍보모델 - 윤보미
- 2017년 지베르니 전속모델 - 정은지
- 2017년 복권공익광고 모델 - 정은지
- 2017년 권력 - 모바일게임 (에이핑크)
- 2017년 포렌코즈 전속모델- 윤보미
- 2017년 SKII - 피테라캠페인 손나은
- 2017년 뉴발란스 - 래쉬가드(지면) 손나은
- 2017년 스프라이트 - 손나은
- 2017년 하이마트 (에이핑크)
- 2018년 ('17~)권력 - 모바일게임 (에이핑크)
- 2018년 ('17~'18春)스프라이트 - 손나은
- 2018년 ('17~'18春)지베르니 전속모델(화장품) - 정은지
- 2018년 ('17~)기재부 복권공익광고 모델 - 정은지
- 2018년 ('17~)포렌코즈 전속모델(화장품) - 윤보미
- 2018년 ('17~)수원시 홍보모델 - 윤보미
- 2018년 ('17~)칼로바이 전속모델 - 손나은
- 2018년 레이싱스타M - 모바일게임 (에이핑크)
- 2018년 무학 - 좋은데이 전속모델(음료,주류 소주) - 손나은
- 2018년 아디다스 전속모델 - 손나은
- 2018년 사만사타바사 전속모델 - 손나은
- 2018년 행안부 자치분권 홍보모델 - 정은지[16]
- 2018년 리바디(요가,스포츠브랜드 ) 전속모델 - 박초롱,윤보미
- 2018년 슈에무라(글로벌 코스메틱브랜드) 전속모델 - 손나은
- 2018년 스트라이크존(유원그룹 스크린스포츠) 전속모델 (에이핑크)
- 2018년 마크제이콥스(글로벌 패션브랜드) 스마트워치 전속모델 - 손나은
- 2018년 해전M - 모바일게임 (에이핑크)
- 2018년 넥슨 - 서든어택 캐릭터모델 (에이핑크)
- 2018년 랙앤본(뉴욕컴텐포러리 디자이너브랜드) 글로벌DIY 프로젝트모델 - 손나은
- 2018년 아모레퍼시픽 - 프리메라(워터리크림) - 윤보미[17]
- 2018년 베리디크 (화장품브랜드) 전속모델 - 박초롱
- 2018년 LG생활건간 - 리엔 전속모델 - 손나은[18]
- 2019년 LG생활건강 - 닥터그루트 전속모델 - 손나은(with 김희철)[19]
- 2019년 농심 - 너구리(식품,라면) 전속모델 - 손나은
- 2019년 롯데GFR - 티렌 (패션브랜드) 전속모델 - 손나은
- 2019년 삼성갤럭시 - 셀럽알람(빅스비컨텐츠) - 정은지,손나은
- 2019년 LG U+ 5G (VR영상모델) - 손나은
- 2019년 폴로랄프로렌 - 그라치아콜라보광고 (지면) - 손나은
- 2019년 (주)라파스 - 아크로패스 (기능성화장품) 전속모델 - 윤보미
- 2019년 팔도식품 - 팔도비빔면 전속모델 - 윤보미
- 2019년 동원 F&B - 동원참치 전속모델 -손나은(with 조정석)
- 2019년 LG U+ 5G VR - 박초롱,윤보미
- 2019년 엠에스바이오텍(주) - 하이비키니 (다이어트식품) 전속모델 - 정은지
- 2019년 OB맥주 카스전속모델 - 손나은(with 김현준)
- 2020년 이보플러스 ICL전속모델(시력교정렌즈) - 손나은
- 2020년 넥슨 - 서든어택 캐릭터모델 - 손나은

## 단독 콘서트
| 순서 | 타이틀                                                 | 기간                              |
| ---- | ------------------------------------------------------ | --------------------------------- |
| 1    | 《Apink 1ST CONCERT "PINK PARADISE"》                  | 2015년 1월 30일 ~ 2015년 1월 31일 |
| 1    | Apink 1ST CONCERT "PINK PARADISE" 문서를 참고하십시오. |                                   |
| 2    | 《Apink 2ND CONCERT "PINK ISLAND"》                    | 2015년 8월 22일 ~ 2015년 8월 23일 |
| 2    | Apink 2ND CONCERT "PINK ISLAND" 문서를 참고하십시오.   |                                   |
| 3    | 《Apink 1st LIVE TOUR 2015》 (PINK SEASON)             | 2015년 9월 3일 ~ 2015년 10월 4일  |
| 3    | (추가 공연) 2015년 10월 14일                           |                                   |

## 같이 보기
- 에이핑크
- 에이핑크의 음반 목록